# Vũ Ngọc Anh
Vũ Ngọc Anh (1901–1945) là một bác sĩ, chính khách Việt Nam. Ông là tác giả một số sách y học bằng tiếng Pháp, và là Bộ trưởng Y tế trong Nội các Trần Trọng Kim.

## Tiểu sử
Vũ Ngọc Anh (có nguồn ghi là Ánh) xuất thân trong một gia đình khoa bảng ở làng Công giáo Lục Thủy, tỉnh Nam Định; thân phụ là Tổng đốc Vũ Ngọc Hoánh (hay Oánh), hàm Thái tử Thiếu bảo. Thuở nhỏ, ông học tại trường Albert Sarraut, và đỗ tú tài hạng ưu năm 1922. Sau đó ông theo học Trường Y khoa Hà Nội và tốt nghiệp bác sĩ tại Paris năm 1928 với luận án xuất sắc về đề tài tục ăn trầu của người Việt. Ông đứng thứ hai trong số 40 ứng viên bác sĩ pháp y tại Đại học Paris.
Về Việt Nam, bác sĩ Vũ Ngọc Anh chữa bệnh và nhận nhiệm sở tại các bệnh viện ở Hà Nội, Hưng Yên, Thái Bình, Nam Định; ông nổi tiếng về đức độ cũng như chuyên môn. Hướng dẫn của ông cho các "bà mụ" (nữ tu Công giáo) về tiêm vắc-xin đậu mùa được phê chuẩn và phổ biến cho sở y tế khắp các tỉnh Bắc Kỳ. Năm 1939, ông là đại diện của Đông Dương tại hội thảo về bệnh sốt rét do Hội Quốc Liên tổ chức tại Mã Lai.
Bác sĩ Vũ Ngọc Anh là nghị viên Viện Dân biểu Bắc Kỳ từ năm 1930 cho tới 1940, khi ông được chọn làm thành viên Đại Hội đồng Kinh tế Tài chính Đông Dương.
Năm 1945, ông nhận lời mời của Trần Trọng Kim làm Bộ trưởng Bộ Y tế và Cứu tế trong Chính phủ Đế quốc Việt Nam:
"Hiện nay công việc khẩn cấp là việc cứu-tế [...] Việc khó khăn nhất trong vấn đề tiếp tế ấy là việc chuyên chở. Bộ Y-tế Cứu-tế đã liên lạc với bộ Tiếp-tế để làm hết cách cho sự chở gạo ra Bắc được mau chóng."
Ngày 23 tháng 7 năm 1945, trên đường đi công tác từ Thái Bình về Hà Nội điều động thóc gạo cứu đói và tiếp nhận các cơ sở Y tế do Nhật Bản giao lại cho chính phủ Việt Nam, ông tử nạn khi chiếc xe chở ông bị máy bay quân đội Đồng Minh oanh tạc. Tổng trưởng Nội các Trần Trọng Kim ra lệnh cho công sở các nơi kéo cờ rủ trong hai ngày 24 và 25. Tờ báo Công giáo Thanh Niên thương tiếc đưa tin về cái chết của ông. Cùng trên đường thi hành công vụ và chịu tai nạn trong chuyến xe là ông Đinh Viết Trị, nhân viên Nha Kinh tế Bắc Bộ. Bác sĩ An-tôn Vũ Ngọc Anh là một tín hữu nhiệt thành, hoạt động trong phong trào Thanh niên Công giáo.

## Tác phẩm
- La chèque de bétel en Indochine (1928, Paris)
- Notes sur la Vaccination antivarioli-que destinées au "bà mụ" (1930, Hà Nội)